# Wilbur Olin Atwater
Wilbur Olin Atwater (Johnsburg, 3 de maio de 1844 — Middletown, Connecticut, 22 de setembro de 1907) foi um químico estadunidense. É conhecido por seus estudos sobre nutrição humana e metabolismo. A ele é creditado o sistema de Atwater, estabelecendo os fundamentos, no século XIX, para a ciência da nutrição nos Estados Unidos e inspirando a moderna nutrição dos Jogos Olímpicos.

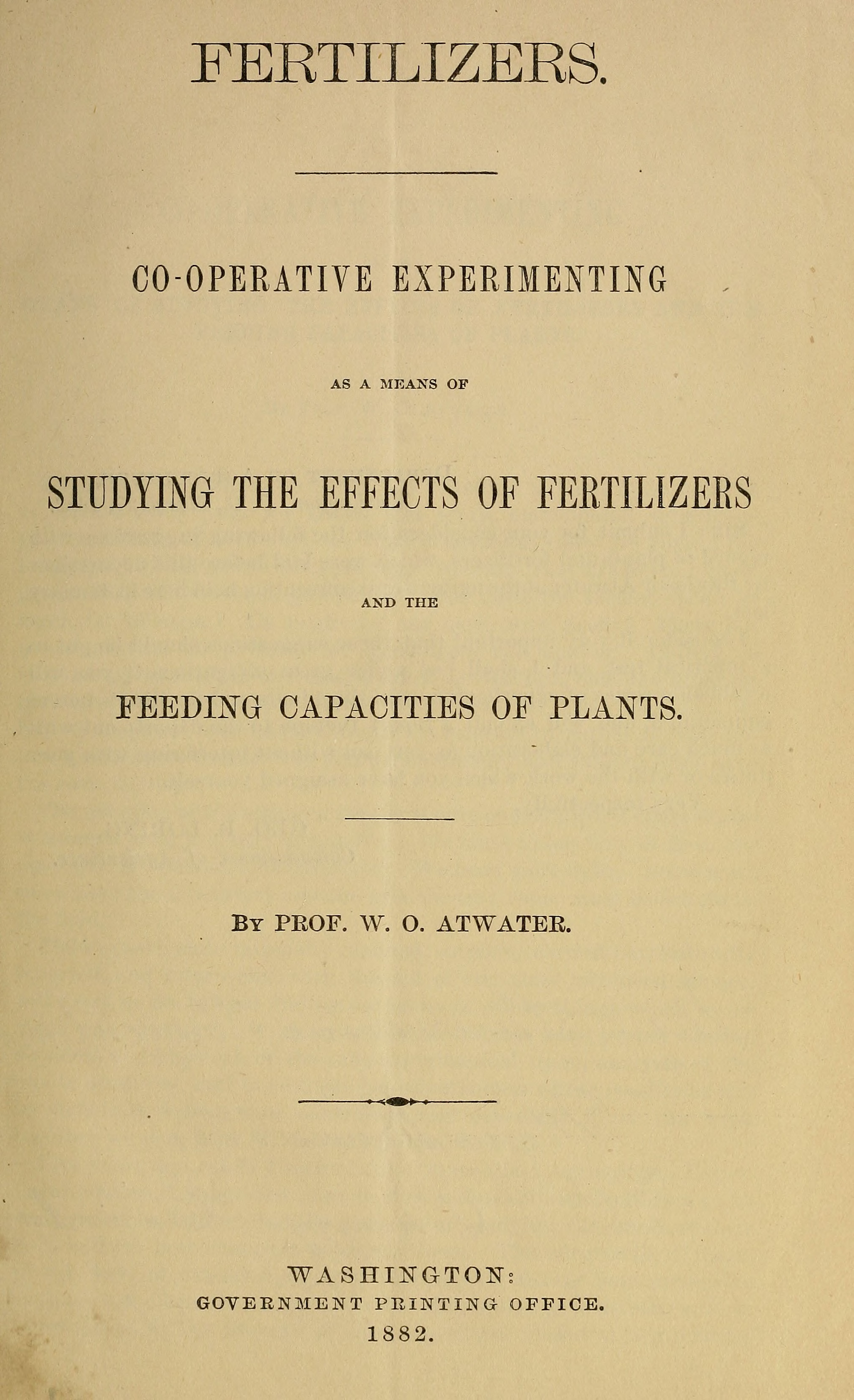
Fertilizers, 1882